# Центр — Долина Луары
Центр — Долина Луары (фр. Centre-Val de Loire, Сантр-Валь-де-Луар) — один из 18 современных административных регионов Франции, расположенный на севере центральной части страны. Административный центр региона — Орлеан, крупнейший город — Тур. Население — 2 577 435 человек (12-е место среди регионов). Включает 6 департаментов: Шер, Эр и Луар, Эндр, Эндр и Луара, Луар и Шер и Луаре.

## География
Площадь территории — 39 151 км². 4-й регион Франции по площади. Через него протекают реки Шер, Луара, Луар и Луаре.
Регион Центр включает в себя три бывшие исторические области Франции, а именно Турень, Берри и часть области Анжу.

## История
Малоинформативное и невыразительное название Центр у многих во Франции вызывало недовольство не только потому, что не отражало географических и исторических особенностей региона, но и потому, что располагается регион не в центре страны. 17 января 2015 года в преддверии территориальной реформы регионов Франции регион был официально переименован в «Центр — Долина Луары» (фр. Centre-Val de Loire) — название, ассоциирующееся со знаменитыми за́мками Луары, винами Луары и т. д.
Центр — родина множества знаменитостей, например: Бальзак, Декарт, Рабле, Ронсар, Жорж Санд, Шарль Пеги, Пруст, Жюль Ромен, Анатоль Франс, Морис Женевуа, Макс Жакоб.